# 叢林的魚
叢林的魚是韓國KBS2於2008年5月5日播出的獨幕劇，由金秀賢和朴寶英主演。該劇根據金浦外國語高中試卷洩露的真實故事改編，講述了學生為了進入名牌大學而面臨的壓力，此外還展示了新的交互式博客。該劇可通過KBS World的官方YouTube頻道在全球範圍內觀看。
《叢林的魚》收視率為3.3%。它因拍攝、剪輯以及年輕演員的表演而廣受好評，贏得了包括美國廣播電視皮博迪獎在內的眾多獎項，成為KBS歷史上獲得國際獎項最多的節目。
該劇於2010年9月23日在建國大學的樂天電影院以特別院線形式進行了戲劇放映。由不同演員製作的續集《叢林的魚2》於2010年在KBS2播出。

## 劇情介紹
叢林的魚，意為生活在非洲海岸，被旋風墜入叢林的魚，描繪了在高考現實（叢林）中苦苦掙紮，為美好未來（海灘）而奮鬥的當代青年（魚）。
該故事講述了韓宰達（金秀賢飾）身邊的高中生通過博客分享自己的擔憂和問題的故事。某日，他所在的學校因特輔導發生了試卷泄露事件。班長帶領在打深入調查問題，確認「事件的主角是誰？」，事件通過在打的博客逐漸被放大。通過這次事件，宰達和他的朋友們對「友誼和成功的價值」越來越矛盾和懷疑。

## 演員陣容

### 主要人物
- 金秀賢 飾演 韓宰達

高中生，擁有出色的攝影技術，經營著一個記錄自己日常生活的博客。
- 朴寶英 飾演 李恩秀

母親希望她能考入一所著名大學，通過博客傾訴日常生活的問題。

### 其他人物
- 黃燦盛 飾演 朴英山

宰達的朋友，帶領他找出偷試卷的人。
- 張基範 飾演 韓東熙

宰達的朋友，在事件發生後對與他的友誼表示懷疑。
- 車敏智 飾演 姜淑

恩秀的好朋友，在得知真相後拒絕與她交談。
- 徐惠真 飾演 羅美來

恩秀的同學，與她和東熙一起上特殊課程。
- 金C 飾演 宰達的叔叔
- 金正鈞 飾演 宰達的班級導師
- 金熙玲 飾演 恩秀的母親
- 李周錫 飾演 恩秀的班級導師
- 金東范 飾演 議長

## 提名及獲獎列表

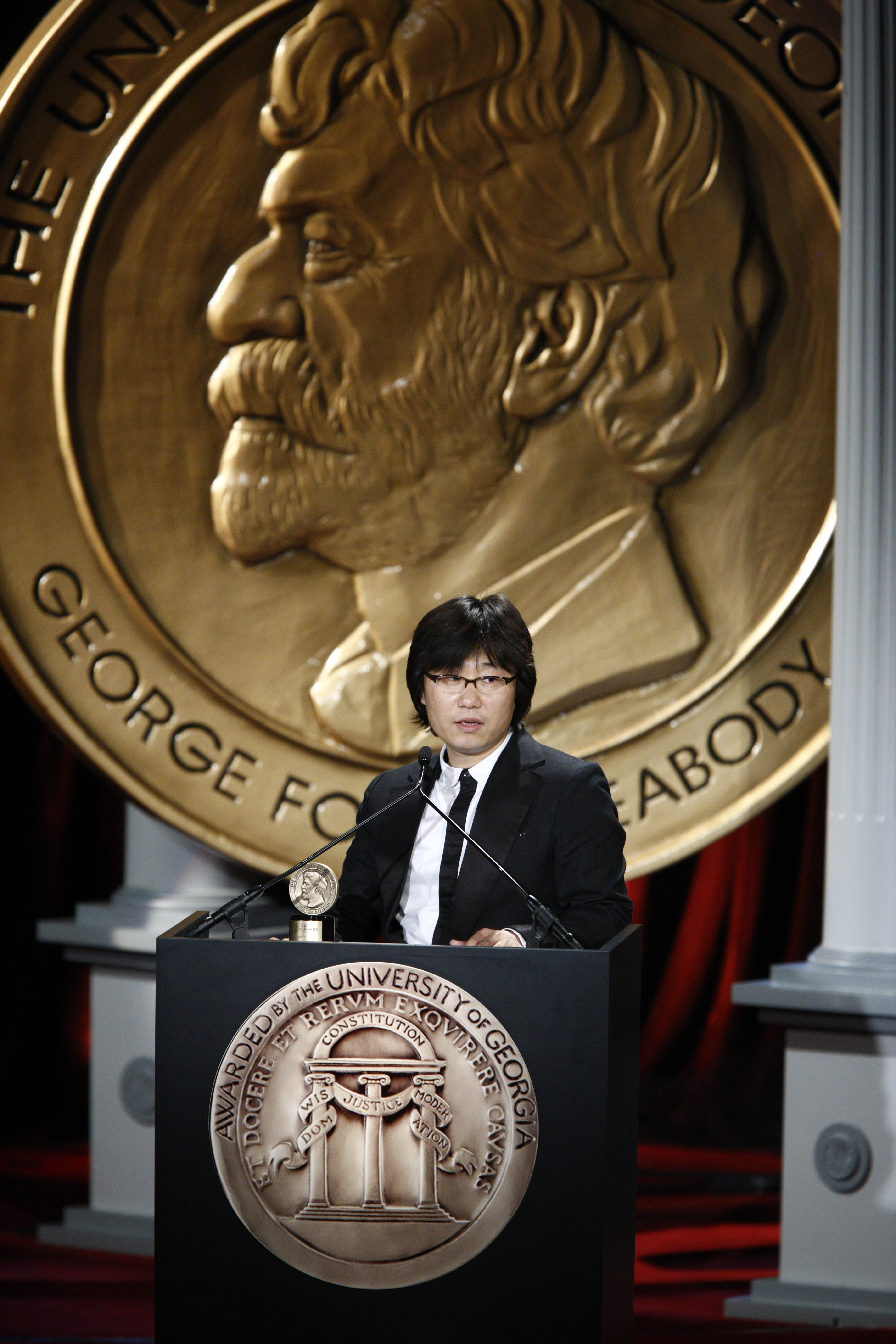
金正煥於第68屆皮博迪獎代表《叢林的魚》領獎

| 年份 | 頒獎禮               | 獎項                      | 結果 | 參考          |
| ---- | -------------------- | ------------------------- | ---- | ------------- |
| 2008 | 日本福岡東亞導演論壇 | 優秀獎                    | 獲獎 | [ 12 ] [ 13 ] |
| 2008 | 亞太廣播聯盟         | 最佳電視劇獎 (青少年部門) | 獲獎 | [ 12 ] [ 13 ] |
| 2008 | 首爾國際電視節       | 最佳青少年電視劇          | 獲獎 | [ 12 ] [ 13 ] |
| 2009 | 美國廣播電視皮博迪獎 | 皮博迪獎                  | 獲獎 | [ 12 ] [ 13 ] |

## 外部鏈接
- 《叢林的魚》 KBS官方網站 （韓語）
- 《Jungle Fish》在HanCinema的页面（英文）